# Операция „Манна“ (1944)
 Тази статия е за британската инвация в Гърция.  За операцията в Нидерландия вижте операция „Манна“ (1945).  
Операция „Манна“ (на английски: Operation Manna) е операцията по навлизането през октомври, а след Декемврийските събития от 1944 г. и оставането в Кралство Гърция от британската армия в хода на последвалата гражданска война в Гърция.
Като претекст за навлизането на британските въоръжени сили в Гърция се използва необходимостта от разпределение на хуманитарна помощ за гръцкото население, а в действителност британската инвазия е наложителна предвид избухналото предходно гръцко въстание в Близкия Изток (1944). Предходно, през есента на 1943 г. цялото въоръжение на двадесет и четвърта пехотна дивизия „Пинероло“ преминава в ЕЛАС.
Целта на операцията е насочена към предотвратяване на завземането на властта от гръцката комунистическа ЕАМ, посредством нейното въоръжено крило ЕЛАС – след оттеглянето на германците. През декември 1944 г., първоначалните британските сили в състав от 8000 души набъбват до 50 хиляди.